# Tevaram

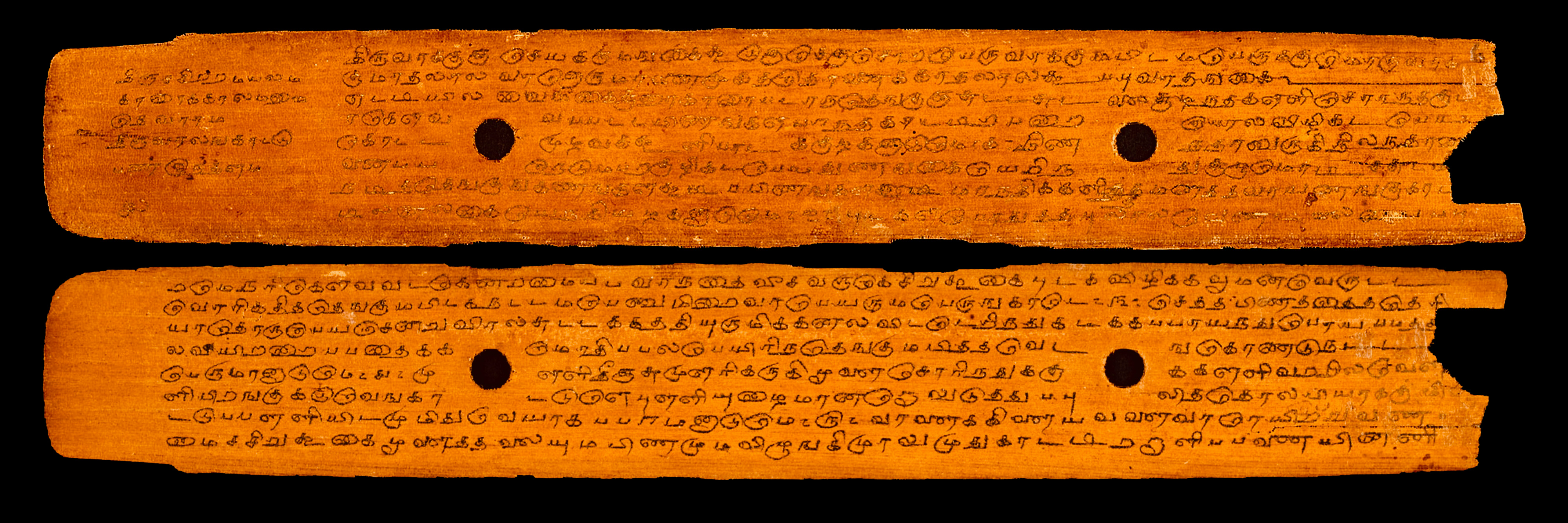
Tevaram del, manuscrito de hoja de palma del siglo XVIII

Se llama Tevaram a los siete primeros volúmenes del Tirumurai, colección de doce volúmenes de poesía devocional shivaísta.
- தேவாரம் en tamil
- Teva o theva (palabra tamil relacionada con el sánscrito devá) significa ‘dios’, y aram, ‘guirnalda’[1]

Los siete volúmenes están dedicados a las obras de los tres poetas tamiles más importantes (conocidos como Nayanaras): Champa Tar, Appar y Chuntarar. Se cree que los dos primeros vivieron en el siglo VII y el último en el siglo IX. Durante el periodo Pallava, los tres poetas viajaron por Tamil Nadu (el sur de la india) ofreciendo discursos y cánticos caracterizados por la devoción hacia el dios Sivá y las objeciones hacia el visnuismo (la religión del dios Visnú), el yainismo y el budismo.
En el siglo X, durante el reinado del rash Chola I, fue abandonada una colección de estas canciones en el templo de Chidambaram, junto con otras obras literarias que fueron reunificadas por Nambiyandar Nambi.
Todas estas canciones en el Tevaram (llamadas pathikam en tamil) se encuentran en grupos de diez. Los himnos se convirtieron en canción gracias a la música de Pann y forman parte del canon de la música tradicional tamil, siendo aún hoy parte de la liturgia en los templos.